# Ibiza (Gerichtsbezirk)
Der Gerichtsbezirk Ibiza ist einer der sechs Gerichtsbezirke in der autonomen Gemeinschaft Balearische Inseln.
Der Bezirk umfasst 6 Gemeinden auf einer Fläche von 655,80 km² mit dem Hauptquartier in Ibiza.

## Gemeinden
| Gemeinde                | Einwohner (2024) | Fläche km² | Dichte Einw./km² | Cod INE | Postleitzahl       |
| ----------------------- | ---------------- | ---------- | ---------------- | ------- | ------------------ |
| Formentera              | 11.389           | 83,24      | 137              | 07024   | 07860, 07870–07872 |
| Ibiza                   | 53.717           | 11,14      | 4.822            | 07026   | 07800              |
| Sant Antoni de Portmany | 28.609           | 126,80     | 226              | 07046   | 07820              |
| Sant Joan de Labritja   | 6.948            | 121,66     | 57               | 07050   | 07810              |
| Sant Josep de sa Talaia | 29.664           | 159,38     | 186              | 07048   | 07830              |
| Santa Eulària des Riu   | 41.706           | 153,58     | 272              | 07054   | 07840              |
| Gerichtsbezirk Ibiza    | 172.033          | 655,80     | 262              | –       | –                  |